# Atletica leggera ai Giochi della XXVIII Olimpiade - 1500 metri piani maschili

Video della Finale (telecronaca in inglese)

Video della Finale (telecronaca in francese)

I 1500 metri piani hanno fatto parte del programma di atletica leggera maschile ai Giochi della XXVIII Olimpiade. La competizione si è svolta dal 20 al 24 agosto allo Stadio Olimpico di Atene. Vi hanno preso parte 72 atleti.

## Presenze ed assenze dei campioni in carica
| Competizione         | Atleta             | Prestazione | Atene 2004 |
| -------------------- | ------------------ | ----------- | ---------- |
| Olimpiadi 2000       | Noah Ngeny         | 3'32"07     | Non qual.  |
| Commonwealth 2002    | Michael East       | 3'37"35     | Presente   |
| Europei 2002         | Mehdi Baala        | 3'45”25     | Presente   |
| Coppa del mondo 2002 | Bernard Lagat      | 3'31”20     | Presente   |
| Asiatici 2002        | Rashid Ramzi       | 3'47”33     | Presente   |
| Africani 2003        | Paul Korir         | 3'37”52     | Non qual.  |
| Mondiali 2003        | Hicham El Guerrouj | 3'31"77     | Presente   |
|                      |                    |             |            |
| Mondiali junior 2000 | Cornelius Chirchir | 3'38”80     | Non qual.  |

## La gara
Tre candidati alle medaglie falliscono l'ingresso in finale: Mehdi Baala, Alan Webb e Rashid Ramzi. Per il favoritissimo Hicham El Guerrouj il compito diventa più facile. L'avversario più pericoloso è il keniota Bernard Lagat.
La finale non è una gara di velocità, ma assomiglia più ad una lotta. El Guerrouj prende la testa della corsa prima degli 800 metri; Lagat si mette nella sua scia, in attesa di un eventuale errore. Sentendolo troppo vicino, El Guerrouj infila un giro in 53"28. Sulla retta d'arrivo Lagat tenta l'affondo e affianca il marocchino dando per un attimo la sensazione di poterlo superare. La reazione di El Guerrouj è immediata, ma il keniota non molla. El Guerrouj vince di soli 12 centesimi.

Il marocchino ha percorso gli ultimi 400 metri in 51"91 e gli ultimi 800 metri in 1'45".
Dopo la delusione di Sydney, il migliore al mondo della specialità (quattro titoli mondiali consecutivi) può cingersi finalmente col titolo olimpico.

## Risultati

### Turni eliminatori
| 3 Batterie   | 20 agosto | 40 partenti    | Si qualificano i primi 5 + i 9 migliori tempi. |
| 2 Semifinali | 22 agosto | 13 + 12        | Si qualificano i primi 5 + i 2 migliori tempi. |
| Finale       | 24 agosto | 12 concorrenti |                                                |

### Finale
Stadio olimpico, giovedì 24 agosto, ore 23:40.
| Primatista mondiale   | 3'26"00 | Hicham El Guerrouj | Presente |
| Primatista stagionale | 3'27"40 | Bernard Lagat      | Presente |

1. ↑  Sotto la bandiera del Kenya.
2. ↑  Record stabilito nel 1998.

| Pos | Paese       | Atleta             | Tempo   |
| --- | ----------- | ------------------ | ------- |
|     | Marocco     | Hicham El Guerrouj | 3'34"18 |
|     | Kenya       | Bernard Lagat      | 3'34"30 |
|     | Portogallo  | Rui Silva          | 3'34"68 |
| 4   | Kenya       | Timothy Kiptanui   | 3'35"61 |
| 5   | Ucraina     | Ivan Heschko       | 3'35"82 |
| 6   | Regno Unito | Michael East       | 3'36"33 |
| 7   | Spagna      | Reyes Estévez      | 3'36"63 |
| 8   | Paesi Bassi | Gert-Jan Liefers   | 3'37"17 |